# گواهر (آذرشهر)
روستای گواهر نام یکی از روستاهای شهرستان آذرشهر است که در بخش حومه قرار دارد.

## جمعیت
این روستا در دهستان ینگجه قرار داشته و براساس سرشماری سال ۱۳۸۵جمعیت آن ۱۵۸نفر (۳۱خانوار) بوده‌است.

## مردمشناسی
اهالی آن، غالباً دامدار و کشاورز هستند. گواهر از سمت غرب به دهستان ینگجه از شرق به روستاهای قاضی‌کند و قرمزگل، از سمت شمال به کوه و از سمت جنوب هم به کوه ختم می‌شود و در کنار رودخانه آذرشهر واقع است.
این روستا مردمی بسیار مهربان و مهمان نواز دارد که به زبان ترکی آذربایجانی تکلم دارند.